# Alfred Lesser
Alfred Lesser (* 6. Oktober 1940; † 27. Januar 2022) war ein deutscher Skispringer.

## Werdegang
Lesser, der für den ASK Vorwärts Brotterode startete, gewann am 1. Januar 1963 das Neujahrsspringen auf der Inselbergschanze in Brotterode. Sein internationales Debüt gab er bei der Vierschanzentournee 1963/64. Dabei bestritt er beide Springen in Österreich. Überraschend sprang er dabei auf der Bergiselschanze in Innsbruck auf dem 12. Rang. Auch in Bischofshofen auf der Paul-Außerleitner-Schanze landete er mit Rang 25 auf einem guten Platz unter den besten 30. Jedoch reichte es am Ende in der Gesamtwertung wegen der zwei ausgelassenen Springen nur zu Rang 68.
1964 setzte Lesser mit 86,5 m einen neuen Schanzenrekord auf der Inselbergschanze, welcher erst ein Jahr später gebrochen wurde.
Bei den DDR-Meisterschaften 1967 gewann er gemeinsam mit Dieter Neuendorf, Dieter Bokeloh und Martin Weber im Mannschaftswettbewerb Bronze.

## Erfolge

### Vierschanzentournee-Platzierungen
| Saison  | Platz | Punkte |
| ------- | ----- | ------ |
| 1963/64 | 68.   | 402,6  |